# 赵登禹路
39°55′42″N 116°21′41″E / 39.928333°N 116.361389°E
赵登禹路是位于中国北京市西城区北部的一条道路，1947年为纪念抗日将领赵登禹改为现名。

## 简介
赵登禹路是一条大致呈南北走向的道路，北起西直门内大街，南至阜成门内大街。该路向北连接东新开胡同，向南连接太平桥大街。
元朝时，高梁河水流入元大都和义门南水关之后，沿西直门内大街以南向东，到今东新开胡同附近折向南方，沿今赵登禹路、太平桥大街到今丰盛胡同附近折向东，最终同“萧墙”（皇城）的南护城河相连。当时，该河道称“金水河”，是为皇城水系供水的河道。
明朝迁都北京之后，高梁河不再直接入金水河，金水河遂逐渐变为排水沟，河内之水也改以生活污水和雨水为主。该河改道向南，经闹市口以东一带向南流入宣武门以西的护城河。由于承天门（现天安门）前的河道仍称“金水河”，故这条纵贯北京内城西部的排水河道被人们改称为“大明濠”（即排水明渠）。元大都时期自今丰盛胡同到萧墙的一段河道则逐渐干涸，其西段演变成日后的前泥洼胡同、后泥洼胡同、东斜街、西斜街。
中华民国初年，北洋政府的京都市政公所提出针对大明壕的《筹划改筑大明濠方案》，准备对其进行治理。1921年治理工程开工，工程利用拆除北京皇城城墙产生的城砖，修葺大明壕，将其改造为暗沟，其上铺设马路。1930年前后，治理工程竣工，整条大明壕上新建的道路未起名字，统称“沟沿大街”，被评定为一等乙类道路，其北段被习惯性地叫做“北沟沿大街”。

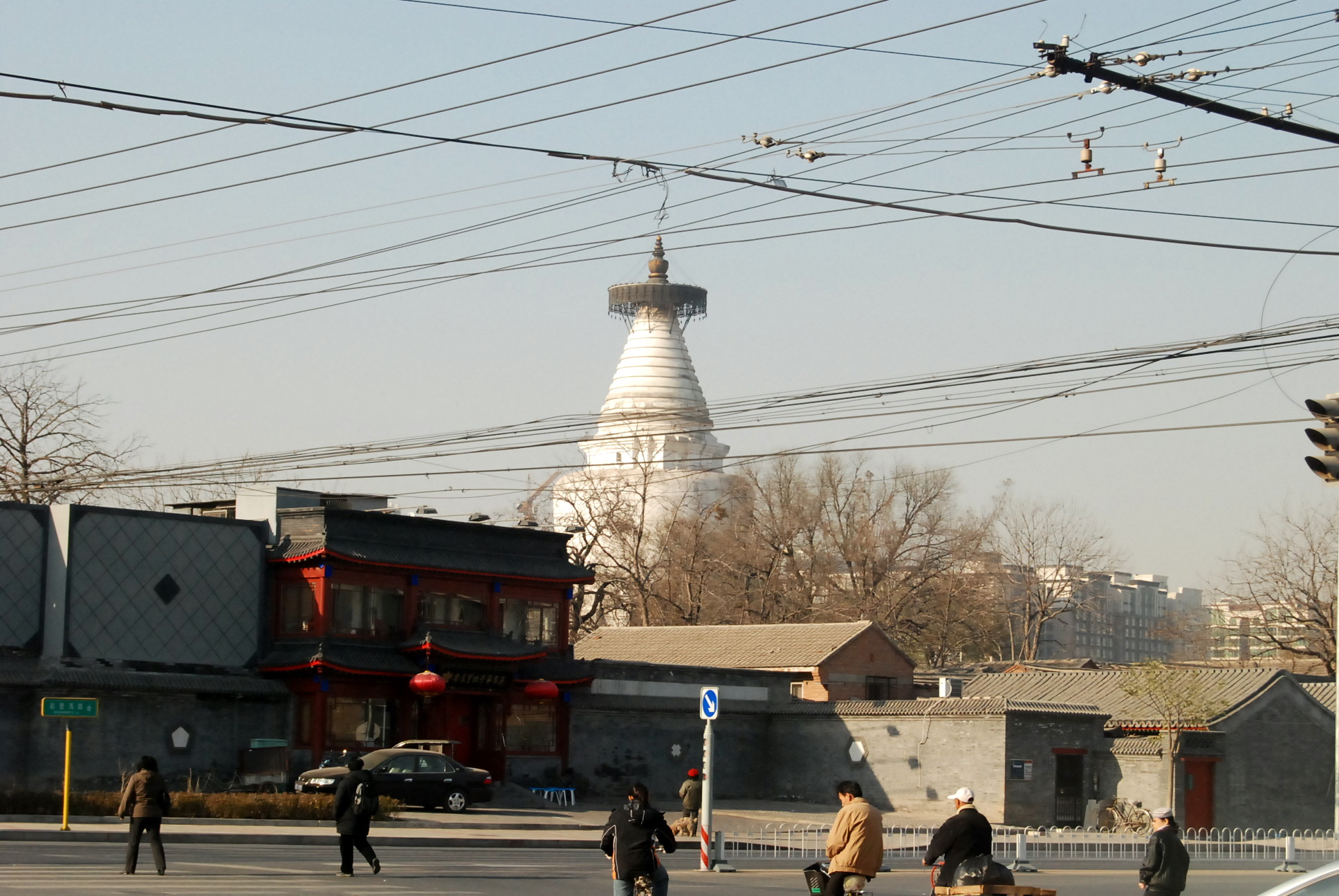
赵登禹路南口，远处是妙应寺白塔

抗日战争胜利后，经冯玉祥提议，北平市临时参议会通过决议，北平市市长何思源于1947年3月13日签发《北平市政府户字第59号训令》，将南沟沿大街、北沟沿大街、铁狮子胡同分别改名为佟麟阁路、赵登禹路、张自忠路，以示对抗日英雄的纪念。“文革”时期，赵登禹路改称“中华路”，佟麟阁路改称“四新路”，张自忠路改称“工农兵东大街”。“文革”结束后，北京市人民政府于1984年10月决定恢复上述三条道路的原名。
北京地铁19号线在西城区北部大部分区段沿赵登禹路-太平桥大街-闹市口北街-闹市口大街布置。